# Algol 60
Algol 60 is een programmeertaal die nog steeds van belang is door haar invloed op latere programmeertalen. Na een eerste versie uit 1958 verscheen de definitieve versie in 1960. De naam Algol is een afkorting voor Algorithmic Language. 

## Geschiedenis
Algol is voortgekomen uit de wens om een machine-onafhankelijke programmeertaal te maken die zo veel mogelijk moest lijken op gebruikelijke wiskundige notatie. Algol was evenals de toen al bestaande programmeertaal Fortran bestemd voor wetenschappelijke doeleinden. In tegenstelling tot de in dezelfde tijd actieve ontwikkelaars van de programmeertaal COBOL hadden de ontwerpers van Algol geen speciale voorzieningen voor de bewerking van bestanden of het werken met niet-numerieke gegevens of grote geldbedragen.
De eerste versie, Algol 58 werd in 1958 ontworpen. Deze programmeertaal was meer een verzameling van goede ideeën, maar was nooit bedoeld als volledig afgemaakt product. In 1960 kwam Algol 60 uit, als resultaat van werk van John Backus, Peter Naur en Edsger Dijkstra. De Amerikaanse beroepsvereniging ACM besloot dat deze taal de standaardtaal zou worden voor het weergeven van algoritmes in haar blad Communications of the ACM. Desondanks is Algol 60 in Noord-Amerika nooit zo populair geworden als in Europa, mogelijk omdat men daar al gewend was aan het gebruik van Fortran.
Algol 60 is gespecificeerd in het Revised Report on the Algorithmic Language Algol 60 met een gedefinieerde grammatica (BNF geheten), zodat het mogelijk werd om op een formele manier vast te stellen of een programma syntactisch correct was. De implementatie van de taal was van later zorg. In korte tijd werd echter een flink aantal compilers voor de primitieve machines uit die tijd, zoals de X1, geschreven. Daarbij moesten natuurlijk beperkingen worden vastgelegd, bijvoorbeeld met betrekking tot de lengte van namen of de omvang en nauwkeurigheid van getallen, die in het Revised Report niet gedefinieerd zijn. Er is nog steeds een compiler voor de pc beschikbaar, maar hierin gelden een aantal uitbreidingen en beperkingen op de oorspronkelijke versie, waardoor deze niet alle specifieke eigenschappen van Algol 60 kan laten zien.

## Kenmerken van Algol 60
Deze beschrijving is bedoeld voor mensen die een nieuwere programmeertaal, zoals Pascal, C, Java of Visual Basic, kennen. Het is geen volledige beschrijving van of inleidende cursus in Algol 60.

### Vorm van het programma
Een Algol 60-programma is een reeks van symbolen. Veel van die symbolen zijn tekens die op de meeste toetsenborden te vinden zijn. De sleutelwoorden worden in het Algol 60-rapport aangeduid als een vetgedrukt woord, zoals begin en if. Deze woorden gelden als een enkel symbool en moeten bij de compilatie als zodanig herkend worden. Andere lastige tekens zijn 10, dat wordt gebruikt in een zwevendekommagetal, en de tekens ‘ en ’ die het begin en einde van een string aangeven. 
Wordt Algol 60 op een computer geïmplementeerd, dan zijn er verschillende manieren om deze symbolen weer te geven. Zo is er een implementatie waarbij alle sleutelwoorden tussen aanhalingstekens worden gezet: 'BEGIN' 'IF'. Hierdoor verschillen ze van de identifiers BEGIN en IF. Het typewerk wordt er echter door bemoeilijkt.
Evenals in Fortran hebben spaties geen betekenis.
Er is een implementatie van Algol 60 die de dubbele punt en de puntkomma niet kent en in plaats daarvan .. en ., gebruikt. Inderdaad kan dat zonder dat er een syntactisch conflict ontstaat.

### Structuur van het programma
Een noviteit in Algol 60 is de blokstructuur en sindsdien wordt iedere taal met een blokstructuur, zoals C en Pascal een taal met een Algolstructuur genoemd. De blokstructuur houdt in dat een aantal statements gegroepeerd kan worden door ze tussen de symbolen begin en end te zetten. Zo'n groep is zelf weer een statement en heet een compound-statement of (als er declaraties in voorkomen) een blok.

### Dynamische arraydeclaratie
De grootte van een array kan dynamisch worden bepaald. Omdat een arraydeclaratie zich altijd aan het begin van een blok bevindt, moet de grootte van de array bekend zijn als de uitvoering van het blok begint. Bijvoorbeeld:
```
begin

  
integer
 n;
  n := .....;
  
begin

    
integer array
  list[1:n];
    
integer
 i;
    
for
 i:=1 
step
 1 
until
 n 
do

        list[i]=i;
    .....
  
end

end
```

### Datatypen
In Algol 60 moeten alle variabelen gedeclareerd worden. Daardoor wordt de programmeur gedwongen van tevoren na te denken over de vraag welke variabelen nodig zijn en welk type deze variabelen hebben. Algol 60 kent drie datatypen:
- integer: gehele getallen
- real: getallen met vaste relatieve nauwkeurigheid
- boolean: logische waarden, kunnen de waarden true of false aannemen

De standaardvorm van Algol 60 kent geen variabele strings, karakters, records en door de programmeur gedefinieerde datatypen. Het is echter wel mogelijk strings in de uitvoer op te nemen. Latere implementaties van Algol kennen het type char.
Arrays bevatten data van één type. Het aantal dimensies is in principe onbeperkt. De onder- en bovengrens worden apart opgegeven. Dit zijn positieve of negatieve gehele getallen, waarvan de waarde bekend moet zijn op het moment van de declaratie.

### Blokstructuur
Variabelen die aan het begin van het programma worden gedeclareerd heten globaal: zij kunnen overal in het programma gebruikt worden. Na iedere begin kunnen opnieuw variabelen gedeclareerd worden. Deze noemen we lokaal. Zij kunnen alleen in het blok zelf, met inbegrip van de binnenblokken daarvan, gebruikt worden, tenzij er in een binnenblok weer een identifier met dezelfde naam is gedeclareerd. Een globale array heeft altijd vaste grenzen. Een lokale array kan variabele grenzen hebben. Behalve gewone lokale variabelen kunnen ook own-variabelen worden gedeclareerd. Deze krijgen hun oude waarde bij een nieuwe aanroep van het blok. De own-variabele is lastig in het gebruik doordat hij niet automatisch een beginwaarde krijgt en een own-array met variabele grenzen is moeilijk te implementeren.

### Opdrachten
Algol 60 kent een beperkt aantal statements:
De syntaxis is (in een niet geheel correcte versie van BNF):
```
〈assignment〉 ::= 〈variabele〉:=〈expressie〉
〈if-statement〉 ::= 
if
 〈boolean-expressie〉 
then
 〈statement〉 {
else
 〈statement〉}
〈for-statement〉 ::= 
for
 〈variable〉:=〈beginwaarde〉 
step
  〈stapgrootte〉 
until
  〈eindwaarde〉 {
while
 〈boolean-expressie〉} 
do
  〈statement〉
〈goto-statement〉 ::= 
goto
 〈label〉
〈procedure-aanroep〉 ::= 〈procedurenaam〉 | 〈procedurenaam〉 (〈parameterlijst〉)
```

Opmerkelijk is dat if-then-else niet alleen voorkomt als statement maar ook als onderdeel van een expressie. Als voorbeeld geven we twee manieren om het grootste van twee getallen te berekenen. In het eerste geval wordt een if-statement gebruikt, in het tweede de assignment met if-then-else.
```
if
 a>b 
then
 max:=a 
else
 max:=b
max:= 
if
 a>b 
then
 a 
else
 b
```

In het tweede geval is de else-clausule verplicht.

#### Voorbeeld
Het volgende programma gebruikt beide vormen om een aantal getallen, afgesloten met 0, in te lezen en op het scherm te tonen. Aangezien de waarde van de for-variabele bij het verlaten van de lus volgens de definitie ongedefinieerd is, wordt het aantal ingelezen getallen apart bijgehouden.
```
begin comment
 gebruik van for statement;
  
integer
 maxn;
  text(1,‘Maximaal aantal getallen=’); maxn:=read(1);
  
begin integer
 n,i;
    
integer array
 a[1:maxn];
    n:=0;
    
for
 i:=1,i+1 
while
 a[i-1]>0 
do

    
comment
 Het aantal gelezen getallen wordt in n bijgehouden;
    
begin
 
      text(1,‘Getal ’);
      write(1,i);
      text(1,‘=’);
      a[i]:=read(1);
      
if
 a[i]>0 
then
 n:=i 
    
end
;
    
for
 i:=1 
step
 1 
until
 n 
do

    
begin

      write(1,i);
      text(1,‘ ’);
      write(1,a[i]);
      skip(1)
    
end

  
end

end
```

Het goto-statement was in de tijd waarin Algol 60 ontworpen werd de meest gebruikte opdracht om de loop van het programma te besturen. Behalve het gewone label kent Algol 60 ook de switch, een van tevoren met labels gevulde array. Tegenwoordig wordt het gebruik van goto in iedere Algolachtige taal afgekeurd.

### Procedures en functies
De declaratie en het gebruik van procedures en functies in Algol 60 lijken sterk op die in nieuwere talen, maar hebben een iets andere vorm. Het type en de wijze van aanroep van de parameters worden niet in, maar na de parameterlijst gedefinieerd en functies worden aangeduid met de naam van het type gevolgd door het basissymbool procedure. Algol 60 introduceerde de recursieve procedure, de procedure die zichzelf aanroept. Een veel gebruikt voorbeeld is het oplossen van het probleem van de Torens van Hanoi. De procedure om aantal schijven van stokje van via stokje via naar stokje naar te brengen luidt in Algol 60:
```
procedure
 hanoi(van,naar,via,aantal);

value
 van,naar,via,aantal;

integer
 van,naar,via,aantal;

begin

  
if
 aantal>1 
then
 
     hanoi(van,via,naar,aantal-1);
  text(1,‘van ’);
  write(1,van);
  text(1,‘ naar ’);
  write(1,naar);
  skip(1);
  
if
 aantal>1 
then

     hanoi(via,naar,van,aantal-1)

end
```

Dit programma is vaak gebruikt om de superioriteit van Algol 60 boven programmeertalen zonder recursie zoals Fortran en Cobol aan te tonen.
Een ander voorbeeld van een recursieve aanroep is de volgende functie om het n-de getal uit de rij van Fibonacci te bepalen:
```
integer procedure
 fibonacci(n);

value
 n;

integer
 n;

begin

if
 n<=2 
then
 
  fibonacci:=1 

else

  fibonacci:=fibonacci(n-1)+fibonacci(n-2)

end
```

Op enkele punten wijkt de procedure in Algol 60 werkelijk af van de procedure in latere programmeertalen. Behalve numerieke en logische variabelen kunnen ook procedures als parameter dienen en voor de formele parameters wordt naast de call-by-value niet de call-by-reference maar de call-by-name gebruikt waardoor Jensen device kan worden toegepast.
De merkwaardige manier waarop de returnwaarde van de functie wordt opgegeven, door een assignment naar de naam van de procedure, is overgenomen uit Fortran.

### Een compleet programma
Als voorbeeld volgt hier een programma waarin het gemiddelde en de standaarddeviatie van een van tevoren opgegeven aantal in te voeren getallen wordt berekend. In 1965 was dat een nuttig programma voor studenten omdat er nog geen spreadsheets bestonden waarmee ze de berekening met een formule als STDEVP(A1:A10) konden uitvoeren. Uiteraard is het aantal een geheel getal en zijn de in te voeren getallen, het gemiddelde en de standaarddeviatie reële getallen. Verder specificeren we dat de standaarddeviatie berekend wordt met de formule {\displaystyle \sigma ={\sqrt {\frac {\sum _{i=1}^{n}(x_{i}-{\bar {x}})^{2}}{n}}}}. Deze mag niet worden vereenvoudigd tot 
{\displaystyle \sigma ={\sqrt {{\frac {\sum _{i=1}^{n}{x_{i}}^{2}}{n}}-{\bar {x}}^{2}}}}  
omdat dat een te onnauwkeurig resultaat geeft als de afwijkingen
van het gemiddelde relatief klein zijn. Dit betekent dat de ingelezen variabelen in een array opgeslagen moeten worden. In Algol 60 kan een array worden gedeclareerd die precies plaats biedt aan het aantal in te lezen getallen. Bij het beperkte geheugen van de computers uit 1960 
was dat een zeer nuttige functie.
Het programma ziet er als volgt uit, waarbij de toelichtingen zo veel mogelijk in het commentaar staan:
```
begin comment
 Bereken standaarddeviatie;
  
integer
 n;
  text(1,‘aantal getallen:’); 
  n:=read(1);
  
begin comment
 De variabelen worden pas in het binnenblok
                      gedeclareerd want ze zijn niet eerder nodig;
    
real array
 a[1:n];
    
integer
 i;
    
real
 gem,stdev;
    gem:=0;
    
comment
 Tijdens het inlezen wordt het gemiddelde berekend.
                  voor de som wordt de variabele gem gebruikt;
    
for
 i:=1 
step
 1 
until
 n 
do

    
begin
 
      text(1,‘getal ’);
      write(1,i);
      text(1,‘:’);
      a[i]:=read(1);
```

```
      write(1,a[i]);
      gem:=gem+a[i]
    
end
;
    gem:=gem/n;
    
comment
 Voor de berekeningen van de standaarddeviatie 
                  worden de opgeslagen waarden gebruikt;
    stdev:=0;
    
for
 i:=1 
step
 1 
until
 n 
do

       stdev:=stdev+(a[i]-gem)^2;
    stdev:=sqrt(stdev/n);
    
comment
 Nu komt de output;
    text(1,‘gemiddelde=’); 
    rwrite(1,gem,10,6);
    text(1,‘ standaarddeviatie=’);
    rwrite(1,stdev,10,6)
  
end

end
```

Op een DOS-scherm zien input en output er als volgt uit
```
aantal getallen:4
getal 1 :100001
getal 2 :100002
getal 3 :100003
getal 4 :100004
gemiddelde= 100002.48 standaarddeviatie= 1.118034
```

## Gebruik
Algol 60 werd onder andere gedoceerd aan de Technische Hogeschool Eindhoven waar een van de grondleggers van Algol 60, Edsger Dijkstra, de eerste hoogleraar informatica was. Aanvankelijk werd hiervoor de X8 gebruikt, waarvoor Dijkstra en zijn medewerkers zelf een besturingssysteem en een algolcompiler schreven. Later werd een Burroughs computer aangeschaft, vandaar dat de implementatie van Algol 60 op het Burroughs mainframe BEATHE werd genoemd, Burroughs Extended Algol TH Eindhoven. Algol 60 was ook op de TH Delft, de TH Twente en verschillende universiteiten, waaronder die van Leiden, de taal waarin studenten hun eerste programmeerlessen kregen. De programma's werden met ponskaarten of ponsbanden ingevoerd en de uitvoer werd met regeldrukkers afgedrukt. 
De compiler BEATHE was een variant van de standaard Burroughs Extended ALGOL compiler. Symbolen in BEA zijn herkenbaar voor de compiler als gereserveerde symbolen ('reserved words'). Het woord INTEGER is onderdeel van de syntaxis en mag niet door de programmeur worden gebruikt. In BEATHE worden deze gereserveerde symbolen tussen apostrophes geplaatst. 
De declaratie 'INTEGER' INTEGER; is in BEATHE volstrekt legaal en eenduidig, in BEA levert het een syntaxisfout op. Overigens is het gebruik van apostrophes om symbolen te markeren eerder gebruikt in SATHE, een tamelijk zuivere Algol 60-implementatie.
BEATHE kende ook de types STRING en COMPLEX. Het type COMPLEX was voor veel gebruikers doorslaggevend om een programma in BEATHE the schrijven. Het typen van apostrophes werd op de koop toegenomen. Vergeet niet dat in de tijd dat BEATHE werd gebruikt, de meeste programma's op ponskaarten werden ingetypt.
BEATHE werd uitgefaseerd nadat BEA types COMPLEX en STRING had overgenomen.

## Opvolgers
Uit Algol 60 zijn een groot aantal talen voorgekomen. Tot de Algolfamilie behoren onder andere
- Algol 60
- Algol 68 (een veel uitgebreidere taal dan Algol 60)
- Ada
- PL/1
- C en C++
- Pascal en diens opvolger Object Pascal
- Modula
- Perl
- Python

Bovendien hebben programmeertalen als Fortran, Basic en COBOL veel elementen uit Algol 60 overgenomen.